# Вангенгейм, Алексей Феодосьевич
Алексей Феодосьевич Вангенгейм (1881, Черниговская губерния, Российская империя — 1937, Карельская АССР, СССР) — российский и советский метеоролог, организатор и первый руководитель Бюро погоды СССР (ныне Росгидромет).

## Биография
Родился 23 октября (4 ноября) 1881 года в селе Крапивна Конотопского уезда Черниговской губернии (ныне  село Кропивное Бахмачского района Черниговской области Украины) в дворянской помещичьей семье земского деятеля, народного учителя и метеоролога Феодосия Петровича Вангенгейма (1859—1925). По национальности русский. Феодосий Петрович — старший сын Петра Яковлевича Вангенгейма (был дважды женат, от двух браков у него было 9 детей), впоследствии бывшим товарищем председателя окружного суда Череповца и действительным статским советником — в браке с дочерью коллежского советника П. И. Кувшинникова имел 8 детей. Будучи членом земской управы, много сил и времени отдавал решению вопросов сельского хозяйства. В середине 1880-х годов переехал вместе со своим братом Яковом Петровичем (отцом Г. Я. Вангенгейма) в имение матери с деревнями Сухой Ровец и Рогозино, находившимся в Дмитриевском уезде Курской губернии и стал первым организатором метеостанций в Курской губернии: в 1897 году он устроил в своём имении Уютное метеостанцию и образцовое опытное поле, которым руководил в течение 22 лет.

Деятельность отца повлияло на дальнейший жизненный выбор Алексея Вангенгейма. В 1899 году он окончил Орловскую гимназию и поступил на математическое отделение физико-математического факультета Московского университета. В университете вступил в ряды РСДРП; за участие в студенческой сходке получил выговор. На допросе 1 февраля 1901 года заявил, что:
был на сходке 29 января, чтобы выразить сочувствие товарищам; в сходке принимал участие только в голосовании; с постановлением сходки касательно обструкции, равно как и с другими постановлениями её согласен; в принципе против насилия, но считает возможным и компромиссы.
В феврале 1902 года был арестован за участие в студенческих волнениях, исключён из университета, отбыл шестимесячное заключение в тюрьме, был осуждён на 3 года ссылки в Западную Сибирь, заменённую на 6 лет отбывания в имении отца в Курской губернии; 11 декабря 1902 года подал прошение о восстановлении в Московском университете, но получил отказ; 26 августа 1903 года вновь подал прошение, но вновь получил отказ. В том же году поступил на службу вольноопределяющимся в 36-ю артиллерийскую бригаду, служил в 8-й батарее, в Карачеве. В мае следующего года был зачислен на 3-й курс Киевского политехнического института, где учился в течение семи семестров; 30 сентября 1906 года сдал государственный экзамен в Московском университете, а 23 октября 1907 года получил диплом первой степени и поступил в Московский сельскохозяйственный институт, окончив который в 1909 году, начал преподавать математику в реальном училище и женской гимназии города Дмитриева.
В 1911–1913 годах был заведующим центральной метеостанцией гидрометеорологической службы Каспийского моря. В 1914 году опубликовал работу «Падение уровня Каспийского моря в 1910 году в связи с колебаниями его в 1900–1909 и 1911–12 годах по наблюдениям в Петровском порте»; также им был составлен «Краткий курс газовой метеорологии».
Во время Первой мировой войны в звании полковника служил начальником метеослужбы 8-й армии, затем начальником метеослужбы Юго-Западного фронта. По некоторым сведениям представлялся к награждению Георгиевским оружием за организацию газовой атаки против австрийцев, однако данных о награждении нет.
С начала революции сразу же стал на сторону Советской власти; с 1917 года — инспектор народного образования в Дмитриеве. В 1919 году организовал «Дмитриевский музей родиноведения», ныне — «Дмитриевский краеведческий музей им. А. Ф. Вангенгейма». С июля 1921 года — уездный агроном.
В 1922 году переехал с семьёй в Петроград, где стал работать синоптиком в отделе долгосрочных прогнозов погоды Главной физической обсерватории под руководством Б. П. Мультановского.
В 1924—1929 годах — заместитель начальника Главнауки Наркомпроса РСФСР. С начала 1925 года — помощник директора Главной физической обсерватории А. А. Фридмана; 25 марта 1925 года был избран делегатом в Ленсовет от обсерватории. В конце 1925 года, после развода с женой, переехал в Москву, где с 1926 года был заместителем начальника по научным учреждениям в аппарате Главнауки Наркомпроса РСФСР. Был членом коллегии Наркомата земледелия.
С 1928 года стал профессором Московского университета и этом же году вступил в ряды ВКП(б).
В 1929 году под его руководством было создано Бюро погоды СССР. С 1929 года по 1934 год был членом президиума Государственного учёного совета, с 1929 года по 1930 год — членом совета Всероссийского общества охраны природы.
В 1929 году он был также назначен председателем Гидрометеорологического комитета, руководил работами по подготовке и проведению Второго Международного полярного года. С 1930 года по 1931 год — заместитель председателя Центрального бюро краеведения.
Был директором правления Геофизического института (ГНИГИ).
В сентябре 1933 года участвовал в обеспечении первого полёта стратостата СССР-1.

### Арест и расстрел
8 января 1934 года А. Ф. Вангенгейм был арестован по сфабрикованному обвинению в контрреволюционной деятельности и шпионаже. 27 марта 1934 года был приговорён к 10 годам ИТЛ по статье 58 (пп. 6,7,11) и 8 мая был отправлен со спецконвоем в город Кемь.
10 июня 1934 года прибыл на Соловецкие острова, где работал в библиотеке, создавал иллюстрации и картины из камней, читал лекции на общеобразовательные темы, проводил индивидуальные занятия с заключёнными.
Летом 1937 года был переведён на тюремный режим. 9 октября 1937 года ему был вынесен новый приговор, приговорён по ст. 53-6 (шпионаж) за принадлежность к буржуазно-националистической организации «Всеукраинский центральный блок». Особой Тройкой УНКВД Ленинградской области приговорён к высшей мере наказания.
Был расстрелян 3 ноября 1937 года в урочище Сандормох в рамках одного из массовых расстрелов заключённых Соловецких лагерей, что удалось установить лишь в 1995 году. В 1939 году на запрос жены Варвары Ивановны о судьбе мужа был получен ответ из Прокуратуры СССР о том, что якобы А. Ф. Вангенгейм жив и в 1937 году его дело было пересмотрено тройкой НКВД, он получил новый срок, который и отбывает в дальних лагерях без права переписки. В 1957 году было получено свидетельство о смерти, согласно которому А. Ф. Вангенгейм якобы умер в 1942 году от перитонита.
Реабилитирован 23 июня 1956 года.

## Семья
Первая жена (с 1906 по 1925) — учительница истории и географии Дмитриевской женской прогимназии Юлия Васильевна Болотова (1880—1970), с которой развёлся в 1925 году. Похоронена на Сибирском кладбище Екатеринбурга.
- Дочь — Вангенгейм, Кира Алексеевна (1908—1991) — психиатр и патоморфолог мозга, доктор наук, профессор.

Вторая жена (с 1925) — Варвара Ивановна Кургузова (1896—1977).
- Дочь — Вангенгейм, Элеонора Алексеевна (1930—2012) — геолог и палеонтолог[11]. C 1934 года он писал ей письма из ГУЛАГа[12]